# 扎伊茲德 (羅姆內區)
50°52′5″N 33°17′21″E / 50.86806°N 33.28917°E
扎伊茲德（烏克蘭語：Заїзд）是位於烏克蘭東北部的村莊，由蘇梅州羅姆內區的羅姆內市鎮負責管轄。該村處於羅緬河右岸，分別距離波薩德和莫基伊夫卡1.5公里，海拔高度120米，2001年人口144。